# Antal Kócsó
Antal Kócsó (ur. 22 grudnia 1962 w Segedynie) – węgierski żużlowiec, występujący również na długim torze.

## Życiorys
Trzykrotny medalista indywidualnych mistrzostw Węgier: dwukrotnie srebrny (1988, 1993) oraz brązowy (1986). Dwukrotny uczestnik finałów indywidualnych mistrzostw świata (Vojens 1988 – XI m., Wrocław 1992 – jako rezerwowy). Trzykrotny uczestnik finałów mistrzostw świata par (Bradford 1988 – VI m., Leszno 1989 – VI m., Vojens 1993 – VII m.). Finalista indywidualnych mistrzostw świata na długim torze (Mühldorf am Inn 1993 – IV m.).
W latach 1991–1993 występował w Stali Gorzów Wielkopolski w rozgrywkach o drużynowe mistrzostwo Polski, w 1992 r. zdobywając srebrny medal.